# Дифалија
Дифалија, умножавање пениса ( ПД ), дифалична терата или дифаласпаратус , је изузетно ретка развојна абнормалност у којој се мушкарац рађа са два пениса.  Први пријављени случај био је од стране Јохана Џејкова Векера а 1609.  Његова појава је 1 од 5,5 милиона дечака у Сједињеним Државама.
Када је присутна дифалија, обично је праћена бубрежним, вертебралним, задњим ,аноректалним или другим урођеним аномалијама. Такође постоји већи ризик од спина бифиде. Деца рођена са ПБ и сродним стањима имају вишу стопу смртности од разних инфекција повезаних са њиховим сложенијим бубрежним или колоректалним системима.
Сматра се да се дифалија јавља код фетуса између 23. и 25. дана гестације када повреда, хемијски стрес или неисправни хомеобок гени ометају правилну функцију каудалне ћелијске масе феталног мезодерма док се урогенитални синус одваја од гениталног туберкула и ректума за формирање пениса.
Први случај пријавио је Векер у Болоњи, у Италији, 1609. године, а од тада је забележено око сто случајева. Ово стање постоји код људи од давнина.  Две спољашње гениталије могу се разликовати по величини и облику,  или леже једна поред друге у сагиталној равни или једна изнад друге у фронталној равни. 
Према Шнајдеровој класификацији из 1928. године, дупли пенис је класификован у три групе: (a) glans diphallia, (b) bifid diphallia и (c) потпуна дифалија или дупли пенис.  Према Виланори и Равентосу, 1954. је додата четврта група под називом псеудодифалија. 
Садашња широко прихваћена класификација, коју је Алеем увео 1972. године, класификује дупли пенис у две групе: права дифалија и бифидни фалус.  Права дифалија је узрокована цепањем пубичног туберкула; бифидни фалус је узрокован одвајањем пубичног туберкула . Свака од ове две групе се даље дели на делимичне или потпуне.  Права дифалија је када сваки фалус има два кавернозна тела и једно спонгиозум тело које садржи уретру. Права дифалија може бити или комплетна са оба пениса сличне величине, или делимична када је један од фалија мање величине или незрео, иако је структурно исти као већи фалус.  Код бифидног фалуса, сваки фалус има само једно кавернозно тело и једно спонгиозно тело које садржи уретру.  Одвајање пениса до основе пениса је потпуно бифид, док је до гланса делимично бифид.  За потпуни бифидни фалус повезан са аномалијама, предња уретра је одсутна из сваког пениса, а простатична уретра се налази у кожи између два пениса.  Код делимичног бифидног фалуса, дуплирање уретре, кавернозна тела и спонгиозум у једном пенису је некомплетан, а постоји само кавернозно тело и спонгиозум који окружују функционалну уретру у другом пенису. 

## Значајни клинички случајеви
Дифалија је обично праћена системским аномалијама; њихов обим варира, у распону од непостојања придружене аномалије до вишеструких аномалија укључујући урогенитални, гастроинтестинални и мишићно-скелетни систем.  Дупликација пениса такође варира од једног пениса са дуплим глансом до комплетних дуплих пениса. Меатус може бити нормалан на врху главића, хипоспадија или еписпадија; скротум може бити нормалан или бифид.  Права дифалија је вероватније праћена придруженим аномалијама и малформацијама у поређењу са бифидним фалусом.  Деца рођена са дифалијом имају већу стопу смртности због инфекција повезаних са аномалијама. 

### Потпуна права дифалија са придруженим аномалијама
Дводневно мушко новорођенче,  повезано са сложеном генитоуринарном и аноректалном малформацијом. Имао је незупчани анус, хипоспадију , бифидни скротум, меатусе на обе жлезде, две бешике и два дебелог црева, и нормалне тестисе , бубреге и уретере .

### Делимична права дифалија или псеудодифалија, без придружених аномалија
Делимична права дифалија одговара псеудодифалији.  Псеудодифалија се формира само од еректилног ткива, недиференцирана и нефункционална.  Независан је од нормалног пениса  и може се уклонити хируршки без проблема.  Овај редак случај је пријављен,  на основу старости 83-годишњег мушкарца када је дифалија откривена тек тада када је хоспитализован, као и због одсуства других анатомских малформација. Мали, незрели и нефункционални пенис вирио је на једној страни великог, нормалног пениса. Секундарни пенис је имао гланс али без уринарног канала.

### Потпуна бифидна дифалија са придруженим аномалијама
12-годишњи дечак,  повезан са бифидним скротумом , еписпадијом и дијастазом пубичне симфизе . Имао је два одвојена пениса, сличне величине и облика, сваки пенис је имао еписпадију уретралног канала. Имао је бифид скротум, по један тестис са сваке стране скротума. Структура у облику петље црева налазила се изнад пубиса. Ова структура није имала комуникацију ни са једном другом структуром. Имао је једну нормалну бешику и уретер.

### Делимична бифидна дифалија без придружених аномалија
Дечак од 15 година,  осим што је имао два пениса, имао је нормалне спољашње гениталије. Његова два тестиса била су унутар нормалног скротума и нормално постављена. Имао је два главића неједнаке величине на врху дебелог пениса и мокрио је само кроз већи главић. Имао је отворен анус, једну бешику, једну нормалну уретру, нормалан гастроинтестинални и генитоуринарни систем.

## Узрок
Узрок дифалије је непознат,  а такође због тога што се повезане аномалије у великој мери разликују, немогуће је дати једноставно, једно објашњење њеног узрока.  Али сматра се да је почело од умножавања клоакалне мембране у раним фазама ембрионалног развоја фетуса, између треће и шесте недеље гестације,  јер је нормалан развој клоакалних набора у фетусу завршен између овај пут. 
Нормалан развој пениса се јавља фузијом клоакалних туберкула на предњем крају урогениталног синуса. Мезенхим мигрира око клоакалне мембране, размножава се и шири око клоакалне плоче, формирајући пар клоакалних набора који се спајају и формирају генитални туберкул који се развија у пенис.  Ако се клоакална мембрана удвостручи, мезенхим ће мигрирати и окружити обе клоакалне мембране, што ће довести до формирања два пара клоакалних набора око две клоакалне мембране, што ће резултирати формирањем два генитална туберкула, а тиме и два пениса . Концепт синдрома каудалне дупликације користи се за објашњење симптома дифалије са придруженим комплексним аномалијама у доњем делу стомака и уринарном тракту.  Даље, како мезенхим мигрира из више од једне области, неуспех у миграцији и фузији мезодерма доводи до формирања два генитална туберкула  и дуплих пениса, као и до стварања повезаних аномалија као што су дупле бешике , дупла уретра, дупла дебело црево и незупчани анус.  Неуспех у правилном спајању уретралних набора доводи до хипоспадије.  Неуспех у миграцији ћелија мезодерма доводи до еписпадије. 
Дифалија је ретка абнормална спољашња гениталија. Узрок је несигуран, али већина научника се слаже да је дифалија дефект гениталног туберкула и да се јавља око треће недеље гестације, када је каудална ћелијска маса мезодерма под утицајем различитих спољних фактора околине, укључујући лекове, инфекције и неисправне генеобокс гене . 

## Третман
Третман је анализа од случаја до случаја која узима у обзир медицинске и етичке разлоге и укључује хируршку ексцизију пениса који не функционише. 